# 大正9年東京市告示第2号
東京市告示第2号（とうきょうしこくじだい2ごう）は、1920年（大正9年）1月14日に東京市が発表した、東京地区の地下鉄整備計画である。「東京市区改正設計高速鉄道網」として7路線を決定している。
この計画は、1925年3月30日に内務省告示第56号の第2項によって廃止され、同第1項によって「東京都市計画高速度交通機関路線」に置き換えられている。

## 東京市区改正設計高速鉄道網
| 路線  | 区間                                               | 免許状下付事業者                                     | 備考                                                          |
| ----- | -------------------------------------------------- | ---------------------------------------------------- | ------------------------------------------------------------- |
| 1号線 | 品川八ツ山 - 新橋 - 築地 - 両国西側 - 雷門 - 押上  | 東京軽便地下鉄道（高輪南町 - 新橋）                  | 1920年8月29日、東京地下鉄道に改組。                           |
| 1号線 | 品川八ツ山 - 新橋 - 築地 - 両国西側 - 雷門 - 押上  | 東京鉄道（新橋 - 築地 - 押上）                       | 1924年9月2日、免許失効。                                      |
| 2号線 | 渋谷 - 霞町 - 新橋 - 万世橋 - 上野 - 雷門 - 南千住 | 武蔵電気鉄道（渋谷 - 有楽町）                        | 1924年9月1日、免許失効。 1924年10月25日、東京横浜電鉄に改組。 |
| 2号線 | 渋谷 - 霞町 - 新橋 - 万世橋 - 上野 - 雷門 - 南千住 | 東京軽便地下鉄道（新橋 - 浅草公園広小路・南千住町）  | 1920年8月29日、東京地下鉄道に改組。                           |
| 3号線 | 内藤新宿 - 四谷見附 - 桜田門 - 万世橋 - 巣鴨       | 東京高速鉄道（初代）（内藤新宿 - 万世橋）            | 1923年5月1日、小田原急行鉄道に改組。 1924年9月2日、免許失効。 |
| 3号線 | 内藤新宿 - 四谷見附 - 桜田門 - 万世橋 - 巣鴨       | 東京鉄道（万世橋 - 巣鴨）                            | 1924年9月2日、免許失効。                                      |
| 4号線 | 池袋 - 高田馬場 - 飯田橋 - 大手町 - 越中島         | 東京鉄道（池袋 - 高田馬場 - 飯田橋 - 大手町 - 洲崎） | 1924年9月2日、免許失効。                                      |
| 5号線 | 目黒 - 新橋                                        | 東京鉄道                                             | 1924年9月2日、免許失効。                                      |
| 6号線 | 原宿 - 青山一丁目 - 赤坂見附 - 桜田門              | -                                                    |                                                               |
| 7号線 | 大塚 - 伝通院前 - 万世橋                           | 東京高速鉄道（初代）                                 | 1923年5月1日、小田原急行鉄道に改組。 1924年9月2日、免許失効。 |

## 経緯
1920年に都市計画法（旧法）が施行されるまで、市街地の整備計画は内務省管轄下の市区改正委員会によって行われており、東京市内の鉄道も1903年に発表された東京市告示第36号「東京市区改正設計高速鉄道網」に沿って整備されていた。当時は、日本には地下鉄の概念が入ってきておらず、当然ながら「東京市区改正設計高速鉄道網」も地下鉄を前提とした内容ではなかった。1906年に東京地下電気鉄道が地下鉄の路線免許を出願しているが、東京市街地の公共交通を掌握したい東京市の反対により却下されている。
しかし1916年頃から東京軽便地下鉄道をはじめとして、武蔵電気鉄道、東京高速鉄道（初代）、東京鉄道の民間鉄道事業者4社が本格的な地下鉄の建設準備を始めると、内務省も地下鉄を「東京市区改正設計」に取り込んで整備・管理するべきだと考えるようになった。1917年5月、公的研究機関として東京市内外交通調査会が設置され、調査の一環として地下鉄についても路線の選定が開始される。その結果は1919年6月に「東京市内外交通ニ関スル調査書」において、「東京市内外高速度鉄道計画線路表」5路線として公表された。
| 路線       | 区間 |
| ---------- | --- |
| 目黒千住線 | 目黒 - 飯倉 - 御成門 - 烏森 - 築地 - 浅草橋 - 浅草 - 千住                                                                     |
| 浅草向島線 | 浅草 - 向島 |
| 渋谷大塚線 | 渋谷 - 高樹橋 - 六本木 - 葵橋 - 烏森 - 三十間堀 - 木挽町 - 日本橋 - 万世橋 - 神田末広町 - 本郷三丁目 - 白山上 - 駕籠町 - 大塚 |
| 新宿葵橋線 | 新宿 - 市谷谷町 - 四谷伝馬町一丁目 - 伏見宮邸 - 弁慶橋 - 葵橋                                                                 |
| 池袋洲崎線 | 池袋 - 目白 - 江戸川橋 - 大曲 - 飯田町 - 九段坂 - 錦町三丁目 - 大手門 - 永代橋 - 洲崎                                         |

この公表前から東京市内外交通調査会の報告を受けていた内務省は、補足修正を加えたうえで1919年4月に東京市区改正委員会に7路線からなる地下鉄路線網を諮問した。この動きを知った東京市は、内務省による市内交通への干渉であると反発して東京市区改正委員会に対案を提出したが、同年6月に東京市区改正委員会は内務省案を可決した。
1919年9月、東京市は東京高速鉄道（初代）、東京鉄道の免許出願に反対したうえで、「市営高速鉄道起業目論見書」として7路線を全て東京市で建設する計画を発表した。同年11月、東京軽便地下鉄道に地下鉄路線免許が交付される。同年12月、東京市は武蔵電気鉄道の免許出願に反対し、再度7路線を全て東京市で建設する姿勢を示した。翌1920年1月、東京市は7路線を「東京市区改正設計高速鉄道網」として正式に告示した。この時点で、路線免許を得ていたのは東京軽便地下鉄道のみで、東京市としては他の路線についての免許を東京市で確保できるという望みを持っていた。しかし同年3月、告示内容に沿う形で武蔵電気鉄道、東京高速鉄道（初代）、東京鉄道に地下鉄路線免許が交付された。東京市にとっては、自らが告示した地下鉄整備計画に参入できないという皮肉な結果となった。
ところが民間鉄道事業者各社が地下鉄建設を準備する最中、1923年9月1日に関東大震災が発生し、東京市街地は壊滅的な被害を受けた。各社は予定期日通りの地下鉄着工が不可能となり、また内務省も震災を機に復興局を設置して東京の都市計画を抜本的に見直すことを決定した。このため、本告示による「東京市区改正設計高速鉄道網」計画は実行に移されないまま、1925年3月30日に内務省告示第56号によって改訂されるのである。